# Entella nebulosa
Entella nebulosa är en bönsyrseart som beskrevs av Jean Guillaume Audinet Serville 1839. Entella nebulosa ingår i släktet Entella och familjen Mantidae. Inga underarter finns listade i Catalogue of Life.